# 機甲界
《機甲界》是由日本電視台電視網在1984年10月5日至1985年3月29日期間，於每週五17：30～18：00時段播出，由SUNRISE（當時：日本SUNRISE）所製作的機械人動畫，全25集。

## 概要
本片乍看像是中世騎士風的奇幻故事，其實卻是科幻劇。製作方面原本預定播映一年（全50集），但因為主要贊助商TAKARA的模型銷售狀況不佳，而跟著縮水成播映半年告終。因此相較於前半段紮實的劇情走向，最後五集的故事發展卻令人出乎意料。不過本片作畫監督塩山紀生曾表示本片「如果播半年」就願意擔任全集的作畫監督（實際上塩山也的確擔任本片各集的作監），所以也有在當初就預定只播半年的可能性。另外，當時如《裝甲騎兵》與《蒼藍流星》等作品般考慮到播映期間可能有所變動，而在一開始就先準備好數種結局的例子也不少。
在《蒼藍流星》LD版解說書中所刊載的訪談中，曾提及本作後半預定會以高度文明聯合為中心舞台發展故事，劇中角色伍茲班也會更有活躍空間。

## 故事大綱
位於伊拉斯坦太陽系的第5行星亞斯特，擁有三千年歷史的「波德王國」，正為了嫡子的誕生而舉國歡騰。然而，征服王馬達魯的人馬兵大軍突然攻來。在壓倒性的戰力差異之下王城隨即陷落，波德王也戰死。王妃菲莉雅歷經千辛萬苦之下與忠臣亞茲貝斯一起逃脫，但途中卻遭到追兵所擒，並以冷凍冬眠方式遭到囚禁。而倖免於難的的王子喬迪，則由亞茲貝斯以偽稱其孫兒「喬喬」的身分悄悄撫養長大。
亞茲貝斯與喬喬，為了找尋亞斯特行星傳說中的鐵巨人而展開旅程，12年後，終於抵達了反馬達魯勢力聚集的「白谷」。在馬達魯軍的攻勢中，喬喬在少女丘露露引導下終於找到了鐵巨人「加利安」，並展開了對抗征服王馬達魯的復國之戰。

## 製作群
- 原案：矢立肇
- 原作、導演：高橋良輔
- 製作人：初川則夫（日本電視台）、木本隆彦（読売広告社）、長谷川徹（日本SUNRISE）
- 人物設定、總作畫監督：塩山紀生
- 機械設定：大河原邦男、出渕裕
- 美術監督：宮前光春
- 攝影：スタジオ・ウッド　佐藤均、森口洋輔 等
- 音樂：冬木透
- 音響監督：浦上靖夫
- 製作：日本SUNRISE

## 主題歌
作詞：三浦徳子、KING REGUYTH（EUROX主唱根本博的化名，擔任英語歌詞部分填詞）／作曲・編曲：井上大輔／演唱：EUROX
- 片頭曲： -Run For Your Life-

收錄於原聲帶中的含音效電視版本，音效出現的時間比實際播出的片頭版本要快。2009年EUROX推出重新灌錄版本。
- 片尾曲：

日語歌詞僅有第一段的前半部（動畫片尾也只使用了此部分），之後完全為英語歌詞。
※原本的全英語歌詞版，收錄於本片原聲帶Vol.2中。2009年EUROX推出重新灌錄版本。

## 登場人物與配音
- 喬喬（喬迪・波德）：菊池英博
- 丘露露：淵崎有里子
- 亞茲貝斯：小林修（兼任旁白）
- 雷德．溫多：千葉繁
- 希露穆卡：平野文
- 達爾塔斯：筈見純
- 羅娜：橫尾麻里
- 唐．史拉森：兼本新吾
- 史密恩：佐藤正治
- 吉姆森．藍貝爾：屋良有作
- 馬達魯：加藤精三
- 海伊．夏塔特：速水獎
- 羅丹：阪脩
- 普洛茲：石森達幸
- 薩巴：玄田哲章
- 伍茲班：井上和彦
- 菲莉雅．博德：泉晶子
- 波德王：寺田誠
- 評議會議員：銀河萬丈

## 各集一覽
| 播出日     | 集數 | 標題 | 編劇     | 分鏡       | 演出       | 作畫監督                   |
| ---------- | ---- | ---- | -------- | ---------- | ---------- | -------------------------- |
| 1984/10/5  | 1    |      | 鳥海尽三 | 谷田部勝義 | 谷田部勝義 | 中村旭良 塩山紀生          |
| 1984/10/12 | 2    |      | 五武冬史 | 知吹愛弓   | 知吹愛弓   | 二宮常雄 塩山紀生          |
| 1984/10/12 | 3    |      | 吉川惣司 | 康村正一   | 康村正一   | 谷口守泰 塩山紀生          |
| 1984/10/26 | 4    |      | 鳥海尽三 | 津田義三   | 津田義三   | 中村旭良 塩山紀生          |
| 1984/11/2  | 5    |      | 五武冬史 | 加瀨充子   | 加瀨充子   | 八幡正 塩山紀生            |
| 1984/11/9  | 6    |      | 吉川惣司 | 谷田部勝義 | 谷田部勝義 | 谷口守泰 塩山紀生          |
| 1984/11/16 | 7    |      | 吉川惣司 | 康村正一   | 池田成     | 貴志夫美子 吉田徹 塩山紀生 |
| 1984/11/23 | 8    |      | 五武冬史 | 知吹愛弓   | 知吹愛弓   | 二宮常雄 塩山紀生          |
| 1984/11/23 | 9    |      | 吉川惣司 | 津田義三   | 津田義三   | 中村旭良 塩山紀生          |
| 1984/12/7  | 10   |      | 鳥海尽三 | 加瀨充子   | 加瀨充子   | 八幡正 塩山紀生            |
| 1984/12/15 | 11   |      | 五武冬史 | 谷田部勝義 | 谷田部勝義 | 貴志夫美子 吉田徹 塩山紀生 |
| 1984/12/22 | 12   |      | 吉川惣司 | 池田成     | 池田成     | 中村旭良 塩山紀生          |
| 1984/12/29 | 13   |      | 吉川惣司 | 知吹愛弓   | 知吹愛弓   | 谷口守泰 塩山紀生          |
| 1985/1/11  | 14   |      | 鳥海尽三 | 津田義三   | 津田義三   | 八幡正 塩山紀生            |
| 1985/1/18  | 15   |      | 鳥海尽三 | 加瀨充子   | 加瀨充子   | 貴志夫美子 吉田徹 塩山紀生 |
| 1985/1/25  | 16   |      | 五武冬史 | 谷田部勝義 | 谷田部勝義 | 中村旭良 塩山紀生          |
| 1985/2/1   | 17   |      | 五武冬史 | 池田成     | 池田成     | 二宮常雄 塩山紀生          |
| 1985/2/8   | 18   |      | 五武冬史 | 知吹愛弓   | 知吹愛弓   | 八幡正 塩山紀生            |
| 1985/2/15  | 19   |      | 吉川惣司 | 加瀨充子   | 加瀨充子   | 谷口守泰 塩山紀生          |
| 1985/2/22  | 20   |      | 吉川惣司 | 谷田部勝義 | 谷田部勝義 | 中村旭良 塩山紀生          |
| 1985/3/1   | 21   |      | 鳥海尽三 | 池田成     | 池田成     | 八幡正 塩山紀生            |
| 1985/3/8   | 22   |      | 鳥海尽三 | 知吹愛弓   | 知吹愛弓   | 谷口守泰 塩山紀生          |
| 1985/3/15  | 23   |      | 五武冬史 | 加瀨充子   | 加瀨充子   | 中村旭良 塩山紀生          |
| 1985/3/22  | 24   |      | 吉川惣司 | 谷田部勝義 | 谷田部勝義 | 八幡正 塩山紀生            |
| 1985/3/29  | 25   |      | 五武冬史 | 池田成     | 池田成     | 谷口守泰 吉田徹 塩山紀生   |

## 登場遊戲
- 1999年：Sunrise英雄譚（日语：サンライズ英雄譚）
- 2015年：超級機械人大戰BX
- 2017年：超級機械人大戰X-Ω（日语：スーパーロボット大戦X-Ω）（8月份進擊活動參戰）

## 關連項目
- 機甲界 鐵之紋章（日语：機甲界ガリアン 鉄の紋章）
- 機器人動畫

## 外部連結
- SUNRISE（日語）